# Working on a Dream (pjesma)
"Working on a Dream" je naslovna pjesma i prvi singl s albuma Working on a Dream Brucea Springsteena iz 2009.

## Povijest
Rolling Stone je nazvao bezbrižne stihove "rijetkim i pravovremenim trenutkom smionog optimizma" za Springsteena, vjerojatno povezanog s predstojećim dolaskom administracije Baracka Obame:
I'm working on a dream,
Though sometimes it feels so far away ...
I'm working on a dream,
And I know it will be mine someday.
Naslovni izraz prisutan je u obje strofe i refrenu, a ukupno se pojavljuje dvadeset puta. Aranžman je srednjeg tempa, prožet akustičnom gitarom s orguljama i električnom gitarom; ulaštena produkcija Brendana O'Briena uključuje djelomično utišane "la-la" prateće vokale. Tijekom instrumentalnog dijela Springsteen fućka uz saksofonsku dionicu.
"Working on a Dream" prvi je put izvedena tijekom Springsteenova nastupa u Clevelandu 2. studenog 2008. na predizbornom skupu Baracka Obame, u akustičnom aranžmanu uz pratnju Patti Scialfe. Iscjeckana snimljena verzija prvi put se pojavila 16. studenog u poluvremenu prijenosa NBC Sunday Night Football.
Verzija pjesme s albuma počela se emitirati na radijskim postajama i njihovim internetskim stranicama 21. studenog 2008., a 24. studenog je postala slobodna za besplatni download preko iTunesa i stranice Sony BMG-a. Pjesma je sljedećeg tjedna ušla na britansku ljestvicu singlova, na 95. poziciju. Glazbeni spot pojavio se na nekim inozemnim internetskim stranicama, a prikazivao je snimanje pjesme. Pjesma je bila veliki hit na američkoj ljestvici Triple-A,  zauzevši 2. mjesto, iza "Get On Your Boots" U2.
E Street Band prvi je put izveo "Working on a Dream" 1. veljače 2009., kad je uključena u Springsteenov nastup u poluvremenu XLIII. Super Bowla. U ovoj skraćnoj verziji pojavio se cijeli zbor koji je pratio Springsteena, Scialfu i Stevea Van Zandta koji su nastupali na manjoj pozornici ispred one glavne. Nekoliko dana poslije, tijekom dodjele Grammyja, pjevač Coldplaya Chris Martin je tijekom izvedbe pjesme "Viva La Vida" upotrijebio i naslovnu frazu pjesme.
Kad je 2009. počeo Working on a Dream Tour, pjesma bila jedna od samo nekoliko brojeva s albuma. U njenoj izvedbi veliku su ulogu odigrali dvoje pratećih pjevača, Curtis Young i Cindy Mizelle (koji su se priključili samo tijekom turneje, a već su bili prisutni tijekom Sessions Band Toura), dok je Clarence Clemons izveo zviždeći prijelaz u sredini pjesme.

## Ljestvice
| Država                  | Najbolja pozicija |
| ----------------------- | ----------------- |
| Hrvatska                | 1                 |
| Italija                 | 26                |
| SAD (Billboard Hot 100) | 95                |

## Vanjske poveznice
- Stihovi "Working on a Dream"  Arhivirana inačica izvorne stranice od 31. siječnja 2009. (Wayback Machine) na službenoj stranici Brucea Springsteena